# Suore missionarie del Sacro Cuore
Le Suore Missionarie del Sacro Cuore (in giapponese Mikokoro no Fukyō Shimaikai; sigla S.M.C.J.) sono un istituto religioso femminile di diritto pontificio.

## Storia
La congregazione fu fondata da Therese Illerhues, in religione suor Leonissa, professa tra le Serve dello Spirito Santo, missionaria in Giappone dal 1913: nel 1919 lasciò con due compagne il suo istituto per dedicarsi alla fondazione di una nuova congregazione di suore esclusivamente giapponesi dedite all'adorazione perpetua e a varie forme di apostolato.
La fondazione ebbe luogo ad Akita 30 maggio 1920, con l'approvazione e il sostegno del vescovo verbita Joseph Reiners, prefetto apostolico di Niigata; l'11 giugno 1920 le prime nove postulanti (le tre ex missionarie Serve dello Spirito Santo e sei giovani giapponesi) presero il velo.
Le religiose fecero il noviziato presso le francescane di San Giorgio Martire a Sapporo ed emisero i primi voti il 1º giugno 1925; il vescovo Reiners eresse canonicamente la nuova congregazione il 2 luglio 1926.
Therese Illerhues ottenne la cittadinanza giapponese e assunse il cognome Misono. Nel 1938 la casa generalizia e il noviziato furono trasferiti da Akita a Fujisawa, in diocesi di Yokohama.
La congregazione ricevette il pontificio decreto di lode 7 aprile 1949 e le sue costituzioni ottennero l'approvazione definitiva il 25 gennaio 1957.

## Attività e diffusione
Le suore si dedicano alla cooperazione alla propagazione della fede mediante l'istruzione e l'educazione della gioventù femminile, la cura di ammalati, orfani e anziani, l'aiuto nella cura d'anime, la diffusione della devozione al Sacro Cuore di Gesù.
Oltre che in Giappone, sono presenti in Germania; la sede generalizia è a Fujisawa.
Alla fine del 2015 l'istituto contava 157 religiose in 18 case.